# لقنورة جبل الرماد
لقنورة جبل الرماد (الاسم العلمي:Lecanora cenisia) هي نوع من الفطريات تتبع جنس اللقنورة من الفصيلة اللقنورية.